# Abietinaria expansa
Abietinaria expansa är en nässeldjursart som beskrevs av John Fraser 1948. Abietinaria expansa ingår i släktet Abietinaria och familjen Sertulariidae. Inga underarter finns listade i Catalogue of Life.